# Santa Catarina do Fogo (municipalité du Cap-Vert)
Pour les articles homonymes, voir Santa Catarina (homonymie).
Ne doit pas être confondu avec Santa Catarina (municipalité du Cap-Vert).
La municipalité de Santa Catarina do Fogo est une municipalité (concelho) du Cap-Vert, située à l'est de l'île de Fogo, dans les îles de Sotavento. Son siège se trouve à Cova Figueira.

## Population
Lors du recensement de 2010, la municipalité comptait 5 299 habitants.